# Raualpindi
Raualpindi (Rawalpindi) é uma cidade do Paquistão localizada na província de Panjabe. Segundo censo de 2017, havia 2 098 231 de habitantes.